# Ritham Madubun
Ritham Madubun (1º aprile 1971 – 1º agosto 2013) è stato un calciatore indonesiano, di ruolo difensore.

## Carriera

### Club
Ha giocato nella prima divisione indonesiana.

### Nazionale
Con la nazionale indonesiana ha partecipato ai Coppa d'Asia 1996.